# KZ-Nebenlager Bretstein
Das KZ-Nebenlager Bretstein bei Bretstein (Bezirk Murtal) in der Steiermark war eines der Außenlager des KZ Mauthausen. Es stand im Zusammenhang mit dem SS-eigenen Wirtschaftsbetrieb Deutsche Versuchsanstalt für Ernährung und Verpflegung GmbH, welcher bereits ab 1939 auf drei Bergbauernhöfen des Ortsgebiets eine Schaf- und Pferdezucht betrieb. Die zentrale Intention bestand diesbezüglich in der Erprobung landwirtschaftlicher Arbeitsmöglichkeiten für so genannte Wehrbauernhöfe, die – nach dem deutschen „Generalplan Ost“ – zur „Germanisierung“ verwendet werden sollten.
Im Juni 1941 begann schließlich der Betrieb des eigentlichen Lagers, in dem insgesamt mindestens 170 Häftlinge interniert wurden. Es umfasste zwei von Zäunen und Wachtürmen umgebene Häftlingsbaracken sowie eine Küchenbaracke und eine Baracke für die Wachmannschaft. Die Bewachung wurde von bis zu 50 Angehörigen der 2. Kompanie des „SS-Totenkopfsturmbanns Mauthausen“ durchgeführt. Die Häftlinge des KZ-Nebenlagers Bretstein waren vorwiegend Republikanische Spanier und deutsche Zeugen Jehovas, die vor allem zur Arbeit im Wege- und Straßenbau beziehungsweise in der Landwirtschaft gezwungen wurden.
Die unerträgliche Situation der Häftlinge führte zu mehreren Fluchtversuchen. Am Ortsfriedhof der Gemeinde Bretstein befinden sich bis heute die sterblichen Überreste von sieben ehemaligen Häftlingen des Lagers.
Das KZ-Nebenlager Bretstein wurde am 25. Juni 1943 geschlossen.
Im April 2003 wurde am Lagergelände eine Gedenkstätte eröffnet.